# Furcaspis bromeliae
Furcaspis bromeliae är en insektsart som beskrevs av Hempel 1932. Furcaspis bromeliae ingår i släktet Furcaspis och familjen pansarsköldlöss. Inga underarter finns listade i Catalogue of Life.